# Un homme qui dort
Un homme qui dort est le troisième roman de Georges Perec, publié en 1967 — dans la collection « Les Lettres nouvelles » dirigée par Maurice Nadeau —, alors qu'il ne faisait pas encore partie de l'Oulipo.
Le narrateur s'adresse directement au personnage principal en le tutoyant. L'histoire, plus ou moins autobiographique, est celle d'un étudiant qui se renferme sur lui-même, dans sa chambre, et pense. Tout est gris, sauf une « bassine de matière plastique rose », dont la couleur tranche sur le reste du roman.
Le personnage de l'étudiant envahi par l'indifférence est repris par Perec dans son roman La Vie mode d'emploi (chapitre LII). Il y fournit quelques détails biographiques tels que son nom – Grégoire Simpson – et sa ville natale (Thonon-les-Bains).

## Adaptation
Le roman a été adapté au cinéma en 1974 par Georges Perec et Bernard Queysanne, avec Jacques Spiesser dans le premier rôle, et une voix-off par Ludmila Mikaël. Le film a remporté le Prix Jean-Vigo 1974.
Un extrait du texte est repris dans le morceau Un homme qui dort de Cesar Precio, interprété par Alexia Gredy, dans l’album La suite logique des choses.